# Wallichia triandra
Wallichia triandra es una especie de palma originaria de la India.

## Descripción
Tiene tallos agrupadoa, que alcanzan los 3 m de altura, y 3-5 cm de diámetro. Las hojas dispuestas en espiral,  pecíolos no vistoa; raquis de 2 m; pinnas 11-19 por lado del raquis, lanceoladas, con 2 lóbulos pronunciados, dispuestas regularmente, difundiéndose en mismo plano; pinnas medias de 40 × 10 cm. Inflorescencias unisexuales, terminales las femeninas y laterales las masculinas; inflorescencias masculinas de 35 cm, derecho; raquilas hasta 16 cm, flores masculinas a 8 mm; estambres 3, inflorescencias femeninas de 35 cm, erectas; raquilas de 20-30 cm, flores femeninas de 4 mm. Frutas rojas, oblonga, de 1.3 × 0.7 cm.

## Distribución y hábitat
Se encuentra en los bosques húmedos montanos en pendientes pronunciadas, a una altitud de 900-2000 metros en Xizang y el NE de la India.

## Taxonomía
El género fue descrito por (J.Joseph) S.K.Basu  y publicado en Principes 20: 120. 1976.
Etimología
Wallichia: nombre genérico que fue nombrado por el agregado médico y botánico danés, Nathaniel Wallich (1786-1854) que fue empleado por la Compañía de las Indias Orientales, llegando a ser Superintendente de jardín de la Compañía en Calcuta.
triandra: epíteto latino que significa "con tres estambres".
Sinonimia
- Asraoa triandra J.Joseph[5][6]